# Poltys dubius
Poltys dubius är en spindelart som först beskrevs av Charles Athanase Walckenaer 1842.  Poltys dubius ingår i släktet Poltys och familjen hjulspindlar.
Artens utbredningsområde är Vietnam. Inga underarter finns listade i Catalogue of Life.